# Пайк, Нам Джун
Нам Джун Пайк (англ. Nam June Paik, кор. 백남준 — Пэк Намджу́н; 20 июля 1932, Сеул, Корея — 29 января 2006, Майами, США) — американо-корейский художник, основатель видеоарта.

## Биография
- Родился 20 июля 1932 года в Сеуле (Корея), пятый сын в семье.
- 1950. Семья Пайка бежит от войны, сначала в Гонконг, а затем в Японию.
- 1956. Пайк заканчивает Токийский университет, где он изучал философию и музыку; темой диссертации было творчество Арнольда Шёнберга.
- 1956—1958. Изучает историю музыки в Университете Мюнхена; встречает Карлхайнц Штокхаузен (Karlheinz Stockhausen); изучает композицию в консерватории Фрайбурга.
- 1958—1963. Встречает Джона Кейджа, работает в студии электронной музыки в WDR, Кёльн
- 1959—1962. Выступает с произведениями музыки действия, представляет произведение Штокхаузена «Originale» в Кёльне.
- 1963. Участвует во Флуксусе; международном фестивале музыки в Висбадене; принимает участие в выставке «Exposition of Musik / Electronic Television»; выставляет работы, включающие телевизионные мониторы.
- 1963—1964. Путешествует в Японию; встречает Шуя Абе (Shuya Abe)[уточнить]; экспериментирует с электромагнитами и цветным телевидением, посещает Нью-Йорк, сотрудничает с Шарлоттой Мурман.
- 1965. Первая персональная выставка «Electronic Art» в США в Галерее Bonino в Нью-Йорке; покупка первой портативной видеокамеры.
- 1966—1969. Создание инсталляций с несколькими мониторами; работ с искажёнными изображениями при помощи магнита; Электронная опера № 1 исполнена во время программы «The Medium is the Medium», Бостон.
- 1969—1970. С Шуя Абе создаёт видеосинтезатор[уточнить].
- 1971. Работа в лаборатории WNET, Нью-Йорк.
- 1974. Создаёт одну из самых знаменитых работ — инсталляцию «ТВ-Будда[англ.]»: статуя сидящего Будды обращена к собственному изображению на телевизионном экране, которое передаётся с видеокамеры, направленной на Будду.
- 1976. Ретроспектива в Kolnischer Kunstverein, Кёльн.
- С 1979. Председатель Staatliche Kunstakademie, Дюссельдорф
- 1982. Ретроспектива в Whitney Museum of American Art, Нью-Йорк
- 1 января 1984. Спутниковое вещание Доброе утро Г-н Оруэлл из Центра Помпиду в Париже и студии WNET в Нью-Йорке.
- 1987. Избран членом Совета Akademie der Kunste, Берлин.
- 1988. Создает медиа башню[уточнить] The more the better из 1003 мониторов, приуроченную к Олимпийским играм в Сеуле.
- 1990. Video Arbor устанавливается в Филадельфии как скульптура в публичном пространстве.
- 1991—1992. Двойная выставка Video Time — Video Space в Kunsthalle в Базеле и Цюрихе, впоследствии показанная в Дюссельдорфе и Вене. Получает награду Goslar Kaiserringes Award.
- 1993. Нам Джун Пайк и Ханс Хааке представляют Германию на Венецианской биеннале.
- 1995. Азиатская премия культуры Фукуока
- 1996. Художник перенёс инсульт.
- 1998. Получает Премию Киото.
- 2000. Получает награду National Arts Club Award. Ретроспектива The Worlds of Nam June Paik открывается в Музее Гуггенхайма в Нью-Йорке.
- 2006. Умер в Майами.

## Творчество
Нам Джун Пайк был пионером видеоарта, он сыграл ключевую роль в приобщении художников и аудитории к возможностям использования видео для творческого самовыражения. Нам Джун Пайк одним из первых начал трансформировать видеоизображение, переходя от буквальной репрезентации объектов и событий к выражению их художественного видения. Его работы затрагивают темы времени и памяти, природу музыки и искусства, суть сенсорного опыта.
Нам Джун Пайк участвовал в движении Флуксус, находился под влиянием композитора Джона Кейджа и его идей использования повседневных звуков и шумов в музыке. В 1959 представил композицию Hommage a John Cage. Этот перформанс сочетал заранее записанную композицию со звуками на сцене, которые создавали люди, курица, мотоцикл и разные объекты. Пайк начал экспериментировать со способами изменения телевизионного изображения. Первой заметной работой в этой области стала инсталляция из двенадцати телевизоров, представленная на выставке Exposition of Music-Electronic Television в 1963. Намджун Пайк использовал магниты для изменения и искажения изображений на экране: большой магнит можно было двигать, создавая абстрактные узоры.
Пайк начал инкорпорировать телевизоры в серию скульптур, изображавших роботов. Ранние работы такого плана были сконструированы преимущественно из кусков проволоки и металла, позднее включали радио и телевизоры. Некоторые скульптуры включали один монитор, другие использовали серию мониторов.
В 1964 Пайк переехал в Нью-Йорк и начал сотрудничать с виолончелисткой Шарлоттой Мурман (Charlotte Moorman), сочетая видео, музыку и перформанс. В работе TV Cello телевизоры были составлены таким образом, что по форме напоминали виолончель. В 1967 произошёл пресловутый инцидент, когда Шарлотта Мурман была арестована за выступление топлес во время исполнения произведения Пайка Opera Sextronique. Двумя годами позднее, в 1969, они представили TV Bra for Living Sculpture, в которой Шарлотта надела бюстгальтер из маленьких телевизионных экранов.
В 1965 компания Сони (Sony) представила Portapak — первую портативную видеокамеру. Пайк купил её, с этого момента художник мог снимать и записывать своё видео. Первым видео Пайка стала запись пробки, созданной кортежем Папы Павла VI: художник записал парад и позднее вечером показал друзьям в Cafe a Go-Go.
Пайк был приглашен участвовать в нескольких экспериментальных семинарах, включая один в WGBH в Бостоне, а другой в WNET в Нью-Йорке. Его первой работой в WGBH был видеоколлаж, поднимавший вопрос о том, кто контролирует опыт просмотра. Голос за кадром давал зрителям различные инструкции, например, закрыть или открыть глаза, а в конечном итоге — выключить телевизор. В WGBH Пайк и инженер Шуя Абе (Shuya Abe) построили первую модель видеосинтезатора, который создавал абстрактные изображения. Пайк использовал синтезатор для сопровождения рок-н-ролла в Video Commune и иллюстрации Четвёртого фортепианного концерта Бетховена. В WNET Намджун закончил серию коротких фрагментов, The Selling of New York, которые сравнивали пропагандируемый образ Нью-Йорка и реальную жизнь города. Global Groove, созданный с Джоном Годфри (John Godfrey), открывался вступлением: «видеопейзаж завтрашнего дня, когда вы сможете переключиться на любую станцию Земли и телепрограммы будут толстыми, как телефонная книга Манхэттена». Дальше следовала быстрая нарезка с кадрами рок-н-ролла, Аллена Гинзберга, Шарлотты Мурман, восточной танцовщицы, Джона Кейджа, барабанщика Навахо, спектакля. Изображение было модифицировано наложением образов. Смена слов и движений, переключение фона создавали ощущение смешения времени и пространства.
В работе Positive Egg изображение яйца на серии мониторов увеличивается в размере до тех пор, пока образ на экране не становится абстрактной неузнаваемой формой. В Video Fish (1975), серия аквариумов с рыбками размещена перед серией мониторов, на которых демонстрируются изображения рыбок.
Ретроспектива работ Пайка прошла в Whitney Museum of American Art весной 1982. Во время празднования нового года 1 января 1984, в эфире прошла передача Good Morning, Mr. Orwell, прямой эфир между Нью-Йорком, Центром Помпиду в Париже и Южной Кореей. С участием Джона Кейджа, Сальвадора Дали, Лори Андерсон, Джозефа Бойса, Мерс Каннингем (Merce Cunningham), Аллена Гинзберга и Peter Orlovsky, George Plimpton и других художников. Пайк показал, что «Большой брат» Оруэлла не состоялся. В 1986 Пайк создал работу Bye Bye Kipling — запись, смешивающую события в Сеуле, Токио и Нью-Йорке. Двумя годами позже, в 1988, Пайк создал The more the better — башню из тысячи трех мониторов для Олимпийских игр в Сеуле.
Произведение 1995 Electronic Superhighway: Continental U.S., Alaska, Hawaii находится в постоянной экспозиции Смитсоновского музея американского искусства и представляет собой великолепный пример культурного критицизма. Этим произведением Пайк предлагает свои комментарии относительно американской культуры, одержимой телевидением, подвижными образами и блестящими вещами. Пайк придумал идею Electronic Superhighway ещё в 1974, описав в тексте Media Planning for the Postindustrial Society. Многие ранние работы и тексты Пайка собраны Judson Rosebush в издании Nam June Paik: Videa 'n' Videology 1959—1973, опубликованной Everson Museum of Art в 1974.

### Something Pacific (1986)
Работа Something Pacific для коллекции Стюарта стала первой постоянной инсталляцией Пайка под открытым небом. Это произведение непосредственно связано со своим расположением, которое включает вестибюль университетского медиа-центра и газоны, окружающие здание. Часть инсталляции на улице включает разрушенные телевизоры, встроенные в ландшафт, некоторые — в паре с Буддами, а один, небольшой Sony Watchman, с миниатюрной фигурой «Мыслителя» Родена. В разительном контрасте с этим кладбищем телевизоров находится вестибюль медиа-центра. С помощью панели управления зрители имеют возможность манипулировать последовательностью записей Пайка и трансляций MTV. Как в большинстве произведений Пайка, в «Something Pacific» видео используется для двух разных опытов переживания времени — созерцание и мгновенная реакция. Пайк сделал телевизоры частью ландшафта, чтобы драматизировать своё убеждение в том, что телевидение определяет американский ландшафт со Второй мировой войны.

### TV Garden (1977/2002)
В TV Garden 120 телевизионных мониторов выглядят экзотическими цветами в пышном саду из 600 растений. Природа, технологии и искусство вступают в поэтический союз. Цветное визуальное богатство на экранах — композиция «Global Groove». В 1973 Пайк с японцем Шуя Абе создал синтезатор, который изменяет и трансформирует отснятый материал. Вместо трансляции банальных ежедневных развлечений, телевизор начинает играть креативную роль. В этом искусственном ландшафте технология предлагает человеку возможность творческого размышления. Существует три версии этой наиболее известной мульти-телевизионной инсталляции Пайка.

## Публичные коллекции
- Hirshhorn Museum and Sculpture Garden, Вашингтон, США
- Художественный музей Америки, Вашингтон, США
- Смитсоновский музей американского искусства[4] (недоступная ссылка), Вашингтон, США
- Indianapolis Museum of Art, Индиана, США
- Музей современного искусства, Нью-Йорк, США
- Albright-Knox Art Gallery, Нью-Йорк, США
- San Francisco Museum of Modern Art[5], Сан-Франциско, США
- Коллекция скульптуры Стюарта в Университете Калифорнии, Калифорния, США
- Ackland Art Museum Университета Северной Каролины, США
- Гарвардский художественный музей, Массачусетс, США
- Smith College Museum of Art[6], Массачусетс, США
- Los Angeles County Museum of Art Database, США
- Smart Museum of Art Университета Чикаго, США
- Walker Art Center, Миннесота
- Национальная галерея Австралии, Канберра, Австралия
- Художественная галерея Квинсленда, Брисбен, Австралия
- Музей современного искусства Фонда Людвига, Вена, Австрия
- Королевский музей изящных искусств Брюссель, Бельгия
- DaimlerChrysler Collection, Берлин, Германия
- Kunsthalle zu Kiel, Киль, Германия
- Художественный музей Вольфсбурга, Германия
- Художественная коллекция Северной Рейн-Вестфалии, Дюссельдорф, Германия
- Ludwig Forum für Internationale Kunst, Ахен, Германия
- Музеи Шлезвиг-Гольштейн, Германия
- Wallraf-Richartz-Museum, Кёльн, Германия
- Национальный музей современного искусства, Афины, Греция
- Национальный музей Рейна София, Мадрид, Испания
- Музей современного искусства города Парижа, Париж, Франция
- Художественный музей Сент-Галлен, Швейцария
- Fukuoka Art Museum, Фукуока, Япония

## Фильмы о художнике
- Nam June Paik — The Tiger Lives — Lee Do-kyung
- Нам Джун Пайк — пионер видеоарта / Play it Again Nam ! / 1990 / Жан-Поль Фаржье